# FDP Sachsen
Die FDP Sachsen ist der Landesverband der Freien Demokratischen Partei im Freistaat Sachsen. Vorsitzender ist seit 2025 Matthias Schniebel, das Amt des Generalsekretärs bekleidet seit 2025 Toralf Einsle.

## Geschichte liberaler Parteien in Sachsen bis 1990

### Seit den 1860er-Jahren

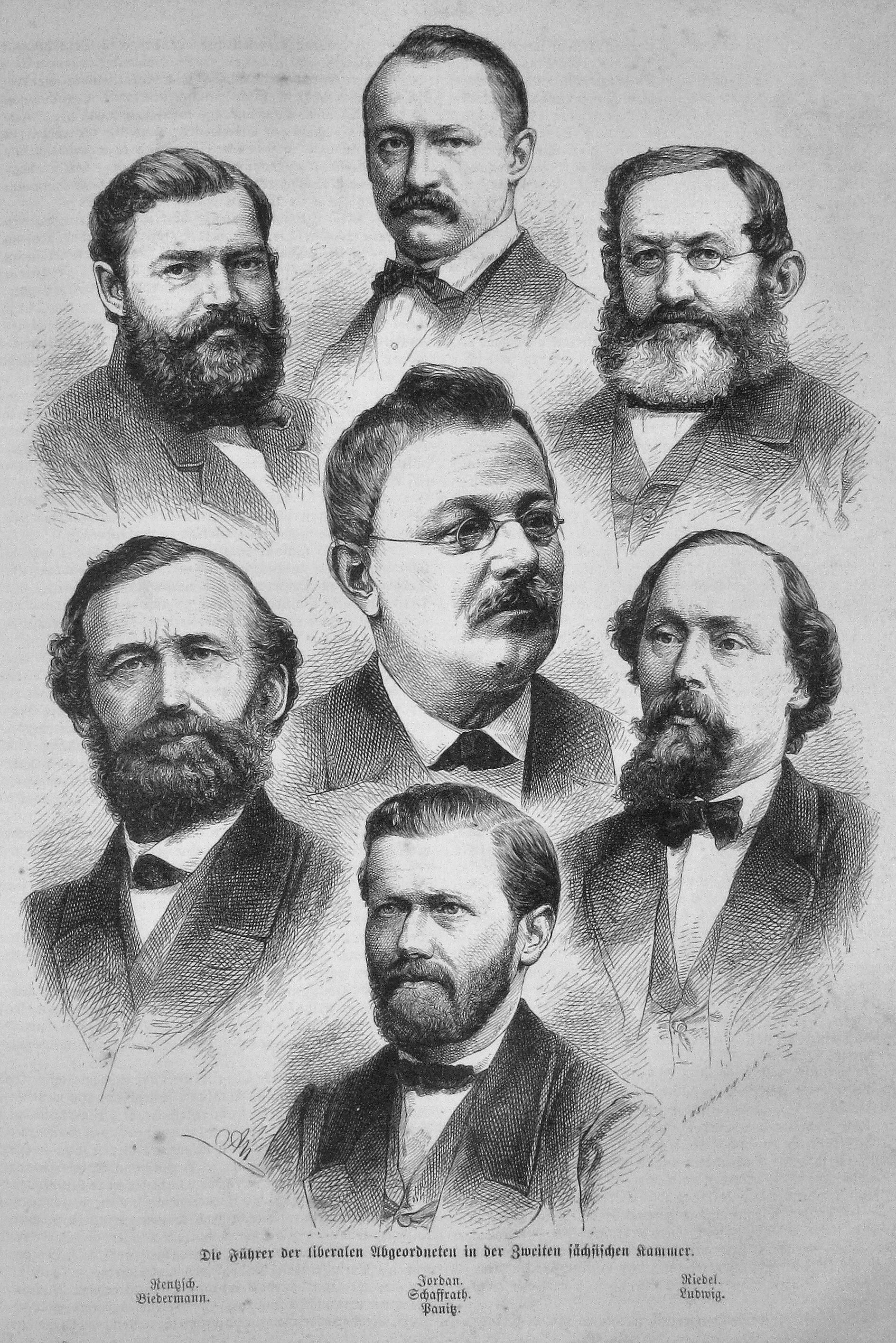
Führer der liberalen Abgeordneten im Sächsischen Landtag, 1873:
Obere Reihe (v. l. n. r.) Hermann Rentzsch, Ernst Jordan, Christian Gottlieb Riedel;
Mitte Wilhelm Schaffrath;
Untere Reihe (v. l. n. r.) Karl Biedermann, Karl Gottlob Panitz, Richard Ludwig.

Nachdem in Preußen 1861 die Deutsche Fortschrittspartei gegründet worden war, fand am 25. April 1863 im Schützenhaus in Leipzig die Gründungsversammlung der sächsischen Liberalen zum Sächsischen Fortschrittsverein statt. Während sich in Preußen bereits 1866/67 die Nationalliberale Partei von der Fortschrittspartei abgespalten hatte, blieben in Sachsen beide liberale Flügel noch bis Mitte der 1870er-Jahre zusammen. Seit 1874 bildete der Reichsverein für Sachsen ein erstes, relativ lockeres Band um die örtlichen nationalliberalen Gruppierungen, ehe sich 1882 mit dem Nationalliberalen Verein für das Königreich Sachsen ein nationalliberaler Landesverband im engeren Sinne konstituierte. Im Gegensatz zur Reichsebene, auf der sich die linksliberale Fortschrittspartei mehrfach spaltete, umbenannte und neu formierte, wahrten die sächsischen Fortschrittler – abgesehen von den zaghafen Versuchen einen eigenständigen Landesverband der Deutsch-freisinnigen Partei bzw. Freisinnigen Volkspartei aufzubauen – bis in die 1890er-Jahre ihre organisatorische Einheit. Unterdessen konnte der 1894 gegründete Landesverein der Freisinnigen Volkspartei für das Königreich Sachsen erst nach der Jahrhundertwende allmählich Fuß fassen. Somit existierten bis 1918 in Sachsen zwei, zeitweilig sogar drei liberale Parteiengruppen nebeneinander.
Von 1871 bis 1875 besaßen die Liberalen mit über 40 Abgeordneten die absolute Mehrheit im Sächsischen Landtag. Infolge des Auseinandergehens der links- und nationalliberalen Parteiflügel sank die Zahl ihrer Abgeordneten kontinuierlich und die Konservativen stiegen zur dominierenden Kraft im Landtag auf. Sie etablierten seit der zweiten Hälfte der 1870er-Jahre zusammen mit den Nationalliberalen und der immer kleiner werdenden Fraktion des Fortschrittsvereins ein Wahlkartell gegen die zunehmend erstarkende Sozialdemokratie, welches bis nach der Jahrhundertwende bestehen blieb. Als faktischer Juniorpartner der Konservativen übernahmen die Liberalen immer mehr konservative Positionen und gaben sukzessive ihr eigenes liberales Profil auf.
Erst mit dem Eintritt Gustav Stresemanns in die sächsische Politik ab 1902, der eine langsame Auflösung des Wahlkartells durchführte, änderte sich diese Konstellation nachhaltig. Er führte die Nationalliberalen zu alter Stärke zurück, 1909 waren sie wieder die stärkste Partei im Sächsischen Landtag. Stresemann stand für eine innovative Politik im sächsischen Königreich. So sprach er sich unter anderem für eine neue Wahlgesetzgebung aus und wirkte auf moderne Rechtsgrundlagen für Gewerkschaften hin. Damit setzte er wichtige Impulse für eine Demokratisierung Sachsens. Am Ende des Kaiserreichs wurde mit Rudolf Heinze ein nationalliberaler Ministerpräsident durch den sächsischen König eingesetzt. Er führte das Amt einige Wochen aus, ehe im Zuge der Novemberrevolution 1918 das monarchische System abgelöst und die Demokratie eingeführt wurde.

### In der Weimarer Republik
Auch in der Zeit der Weimarer Republik blieben die Liberalen in zwei Parteien gespalten. Auf der einen Seite bestand die linksliberale Deutsche Demokratische Partei (DDP) und auf der anderen Seite die Deutsche Volkspartei (DVP). Der Sachse Friedrich Naumann war Gründungsmitglied der DDP und ihr erster reichsweiter Vorsitzender. Einen der ersten Ortsverbände der DDP bildete Wilhelm Külz 1918 in Zittau, wo er zu diesem Zeitpunkt Oberbürgermeister war. Von 1920 bis 1933 hatte er den Landesvorsitz der DDP inne und er gehörte von 1919 an bis 1932 der Weimarer Nationalversammlung bzw. dem Berliner Reichstag an.
Die DVP dagegen wurde von Gustav Stresemann begründet und sollte zwischen 1918 und 1933 zwei sächsische Ministerpräsidenten stellen. Von 1929 bis 1930 war Wilhelm Bünger der erste liberale Ministerpräsident in Sachsen. Ihm folgte Walther Schieck, der das Amt nach sechs Wochen aber nur noch geschäftsführend innehatte. Da es keine Neuwahlen gab, führte er die Geschäfte bis zur „Machtergreifung“ der Nationalsozialisten im März 1933. Am 23. Mai 1933 stimmten die liberalen Abgeordneten im Sächsischen Landtag für die Annahme des sächsischen Ermächtigungsgesetzes. Sowohl die DVP als auch die seit 1930 in Deutsche Staatspartei umbenannte DDP mussten sich im Juni/Juli 1933 selbst auflösen.

### Nach 1945
Nach dem Zweiten Weltkrieg waren die Liberalen auch wieder in zwei Parteien gespalten. Diesmal waren sie aber territorial entzweit. In den westlichen Besatzungszonen formierte sich bis 1948 die FDP, in der Sowjetischen Besatzungszone (SBZ) wurde 1945 die LDP gegründet. Der Gründungsaufruf in der SBZ erfolgte schon am 5. Juli 1945 durch Wilhelm Külz und Waldemar Koch. In Dresden fanden sich zwischen dem 1. und 6. Juli jeden Tag u. a. Hermann Kastner, Johannes Dieckmann, Emil Menke-Glückert, Walter Thürmer, Reinhard Uhle und Ernst Scheiding zusammen, um die Gründung einer liberalen Partei in Sachsen vorzubereiten. Auf Druck der sowjetischen Besatzungsmacht erklärten sie sich am 19. Juli bereit, sich der LDP anzuschließen und erklärten sich am 15. August 1945 zum LDP-Landesverband Sachsens.
Die Partei nahm an der „Einheitsfront der antifaschistisch-demokratischen Parteien“ auf Befehl Nr. 2 der Sowjetischen Militäradministration in Deutschland (SMAD) teil. Die Parteien fanden sich damit in Sachsen in einem Vorparlament schon im Sommer 1945 zum Einheitsblock zusammen. Für die Liberalen bekannte sich Hermann Kastner 1946 zur Blockbildung im Sächsischen Landtag. Trotzdem wurden im Vorfeld der ersten Wahlen in der Sowjetischen Besatzungszone hunderte Ortsverbände von CDU und LDP von der SMAD nicht anerkannt. Das bedeutete, dass die LDP in vielen Wahlkreisen keine Kandidaten aufstellen durfte, darunter Wolfgang Mischnick oder Ruth Ehrlich. Damit konnte die LDP rund eine Million Wählerstimmen in Sachsen nicht erreichen. Dennoch wurde die LDP bei den Landtagswahlen in Sachsen 1946 mit 24,7 Prozent der Stimmen zweitstärkste Kraft.
Die LDP wurde immer stärker in den Einheitsblock gezwungen, unliebsame Personen wurden durch die SMAD aus ihren Ämtern entfernt und sogar verhaftet. 1949 war die „Gleichschaltung“ zur Blockpartei weitgehend abgeschlossen. Die Landtagswahlen in Sachsen 1950 fanden nach Einheitslisten statt, ohne dass der Wähler eine Wahlmöglichkeit hatte. Im Juli 1952 bekannte sich die nun in Liberal-Demokratische Partei Deutschlands (LDPD) umgetaufte Partei zur Hegemonie der SED und versicherte, alle Beschlüsse der DDR-Regierung zu befürworten. Die liberale Partei hatte damit endgültig ihre Eigenständigkeit verloren. Im gleichen Jahr wurden die Länder in der DDR und damit auch die Landesverbände der Parteien aufgelöst und durch Bezirksverbände ersetzt. Sächsische LDPD-Politiker waren nicht nur in allen sächsischen Bezirks- und Kreistagen, sondern bis 1989 auch prominent in der DDR-Staatsführung vertreten. So war Hans-Joachim Heusinger von 1972 bis 1990 DDR-Justizminister und Manfred Gerlach von 1960 bis 1989 stellvertretender Vorsitzender des Staatsrats der DDR.
Gleichwohl blieb das liberale Gedankengut vor allem in den Ortsverbänden der LDPD erhalten, wenngleich es in der Öffentlichkeit keine Rolle spielen durfte.

### Nach der Wende
Erst in der Wendezeit bekannte sich die LDPD wieder offen zu liberalen Positionen und zu ihren geschichtlichen Wurzeln. Nicht zuletzt war dies auch Manfred Gerlach zu verdanken, der zaghafte Ansätze zu einer Neuorientierung bereits im Juli 1989 veröffentlichte. In Sachsen bzw. um Plauen herum etablierte sich die LDPD ab Oktober 1989 offen als Oppositionskraft und bekannte sich schon nach der Maueröffnung am 9. November 1989 zur Einheit Deutschlands. Die „Liberal-Demokratische Jugend“ wurde in Dresden gebildet, eine unter mehreren DDR-weiten Initiativen, die sich schließlich zur Gründung der Jungliberalen Aktion (JuliA) zusammenschlossen. Am 20. Januar 1990 konstituierte sich zudem die Deutsche Forumpartei (DFP) in Karl-Marx-Stadt. Auf dem Reformparteitag der LDPD am 9./10. Februar 1990 in Dresden wurde Manfred Gerlach von Rainer Ortleb als Parteivorsitzender abgelöst. Allerdings blieb insgesamt die nun wieder in LDP umgetaufte Partei aber hinter den Erwartungen der Parteibasis zurück und verlor ihre Vorreiterrolle bei der Reformierung ihres Parteiprogramms im Vergleich zu anderen Parteien in der DDR, was nicht zuletzt auch in der Gründung der FDP der DDR seinen Ausdruck fand.
Im Zuge der Volkskammerwahlen in der DDR am 18. März 1990 wurde das Wahlbündnis Bund Freier Demokraten, bestehend aus DFP, FDP der DDR und LDP, gegründet. Der westdeutsche FDP-Vorsitzende Otto Graf Lambsdorff hatte das Wahlbündnis angeregt, damit die DFP und die FDP der DDR keine zu großen Nachteile wegen ihres Organisationsdefizits haben. Der BFD erhielt aber nur 5,27 %, u. a. auch deshalb, weil sich die LDP zu spät erneuert hatte. In den drei „sächsischen“ Bezirken schnitten die Liberalen leicht überdurchschnittlich ab: im Bezirk Leipzig bekamen sie 5,4 %, in Dresden 5,5 % und in Karl-Marx-Stadt 6,0 % der Stimmen. Am 28. März 1990 erfolgte der Zusammenschluss der LDP mit der National-Demokratischen Partei Deutschlands (NDPD). Diese schlossen sich wiederum am 11./12. August 1990 auf dem Vereinigungsparteitag in Hannover der bundesdeutschen FDP an.

## Geschichte der FDP Sachsen
In Sachsen formierte sich die FDP am 18. August 1990 und bestand aus den ehemaligen Parteien LDP, DFP und FDP der DDR. Der erste Landesvorsitzende war Dietmar Schicke, der jedoch wegen seiner früheren Tätigkeit als Stasi-IM noch im Jahr 1990 wieder zurücktrat und von dem früheren Plauener LDPD-Funktionär Joachim Günther abgelöst wurde. Bei der ersten Landtagswahl im wiedererrichteten Freistaat Sachsen im Oktober 1990 bekam die FDP 5,3 Prozent der Stimmen und zog mit neun Abgeordneten in den Sächsischen Landtag ein. Aufgrund der absoluten Mehrheit der CDU blieb sie aber in der Opposition. Bei der ersten Bundestagswahl nach der Wiedervereinigung im Dezember 1990 bekam die FDP in Sachsen 12,4 Prozent der Stimmen, anschließend stellte der Landesverband fünf Bundestagsabgeordnete. Einer davon war der in Sachsen geborene, aber 1948 in den Westen geflohene Wolfgang Mischnick, der langjährige Vorsitzende der FDP-Bundestagsfraktion, der bei dieser Wahl auf der sächsischen Landesliste kandidierte.
1994 schaffte die FDP den Einzug in den Landtag nicht und 1999 fuhr sie mit 1,1 % das schlechteste Wahlergebnis seit der Wende ein. 1995 übernahm Klaus Haupt für zwei Jahre den Vorsitz der sächsischen FDP, ihm folgte von 1997 bis 1999 der frühere Bundeswissenschaftsminister Rainer Ortleb. Seit 1999 hatte Holger Zastrow den Parteivorsitz inne, er führte den Landesverband 20 Jahre lang. 2004 gelang der sächsischen FDP mit sieben Abgeordneten der Einzug in den Sächsischen Landtag. Bei der Landtagswahl 2009 konnte die FDP 10,0 % der Wählerstimmen verbuchen und damit die Anzahl der Abgeordneten auf 14 verdoppeln. Bis 2014 bildete sie mit der CDU im Kabinett Tillich II eine Regierungskoalition und stellte den Wirtschafts-, Arbeits- und Verkehrsminister (Sven Morlok) sowie den Justizminister (Jürgen Martens).
Bei der Landtagswahl 2014 stürzte die FDP jedoch auf 3,8 % ab und verpasste wieder den Einzug in den sächsischen Landtag. In der Folgezeit entwickelte sich eine kontroverse innerparteiliche Debatte über den Umgang mit Pegida und der Alternative für Deutschland, in deren Rahmen sich der in erster Linie betroffene Kreisverband Dresden ausdrücklich von jedweden rechtspopulistischen Bestrebungen distanzierte. Gleichwohl verteidigte der selbst in Dresden beheimatete Landesvorsitzende Holger Zastrow wiederholt den in diesem Zusammenhang in die Kritik geratenen Stadtrat Jens Genschmar. Teile des Landesverbandes monierten daraufhin die unzureichende Abgrenzung nach Rechtsaußen. Dass Zastrow für die Bundestagswahl 2017 nicht als Direktkandidat aufgestellt wurde, führte dieser unter anderem auf seine Rückendeckung für den Pegida-nahen Stadtrat Genschmar zurück. Im Januar 2019 ließen sich Genschmar und einige Gesinnungsgenossen schließlich auf der Stadtratsliste der Freien Wähler aufstellen und verwirkten somit ihre FDP-Mitgliedrechte.
Nachdem die Partei bei der Landtagswahl 2019 erneut die 5-Prozent-Hürde nicht überwinden konnte, trat der Landesvorstand zurück. Beim Landesparteitag in Neukieritzsch wurde am 2. November 2019 Frank Müller-Rosentritt zum neuen Vorsitzenden gewählt. Zwei Jahre später übernahm die Lommatzscher Bürgermeisterin Anita Maaß den Landesvorsitz. Nachdem der sächsische Landesverband bei der Bundestagswahl 2021 noch 11,0 % erreicht hatte, stürzte die Partei bei der Landtagswahl in Sachsen 2024 auf 0,9 % ab und fiel damit unter die für die staatliche Parteienfinanzierung wichtige Hürde von einem Prozent auf Landesebene. Bei der Wahl des neuen Landesvorstandes am 12. April 2025 trat Anita Maaß nicht erneut an; Matthias Schniebel setzte sich im zweiten Wahlgang mit 95 zu 91 Stimmen gegen Stephan Mielsch als neuer Landesvorsitzender durch.

## Organisation
Die FDP Sachsen besteht aus 13 Kreisverbänden. Diese setzen sich aus einzelnen Ortsverbänden zusammen. Das höchste Beschlussgremium ist der Landesparteitag, an dem 250 Delegierte der Kreisverbände teilnehmen und der mindestens einmal im Jahr tagt. Auf dem Landesparteitag wird aller zwei Jahre der Landesvorstand neu gewählt.
Zwölf Landesfachausschüsse unterstützen die inhaltliche Arbeit der FDP Sachsen:
- Bildung
- Digitale Agenda, Internet und Medien
- Europa und Internationale Politik
- Gesundheit und Pflege
- Innen-, Rechts- und Sportpolitik
- Kultur und Tourismus
- Land- und Forstwirtschaft, Ernährung, Naturschutz
- Nachhaltigkeit durch Innovation und Technologie
- Soziales und gesellschaftlicher Zusammenhalt (Generationen- und Geschlechtergerechtigkeit, Meinungsvielfalt)
- Verkehr und Landesentwicklung, Bauen/Wohnen
- Wirtschaft, Arbeit und Finanzen
- Wissenschaft, Hochschule und Innovation

### Landesvorstand
Der aktuell amtierende Landesvorstand der sächsischen FDP setzt sich Stand April 2025 wie folgt zusammen:
| Vorsitzender                 | Matthias Schniebel |
| Stellvertretende Vorsitzende | Thomas Kunz Ulrike Harzer Clemens Heydrich |
| Generalsekretär              | Toralf Einsle |
| Schatzmeister                | Sven Gärtner |
| Beisitzerinnen und Beisitzer | Billy Bauer, Marko Beger, Paul Deuschle, Eddie Friedrich, Thomas Gebhardt, Carl Gruner, Colin Jakob, Philipp Junghähnel, David Kessler, Michel Kretschmer, Katrin Münch, Luisa Strobel, Eric Zeuner |

### Vorfeldorganisationen
Zusätzlich zu den Parteigremien und den Landesfachausschüssen gibt es eine Reihe von Vorfeldorganisationen:
- Jungliberale Aktion Sachsen (JuliA Sachsen)
- Liberale Arbeitnehmer Sachsen (LAN Sachsen)
- Liberale Frauen Sachsen (LiF Sachsen)
- Liberale Hochschulgruppen Sachsen (LHG Sachsen)
- Liberaler Mittelstand Sachsen (LiM Sachsen)
- Liberale Schüler Sachsen (LS Sachsen)
- Liberale Schwulen und Lesben Mitteldeutschland (LiSL Mitteldeutschland)
- Liberale Senioren in Sachsen (LiS Sachsen)
- Vereinigung Liberaler Juristen in Sachsen (VLJ Sachsen)
- Vereinigung liberaler Kommunalpolitiker Sachsen (VLK Sachsen)
- Wilhelm-Külz-Stiftung (WKS)

### FDP hilft e.V.
Eine Besonderheit der sächsischen FDP war der Verein „FDP hilft e. V.“. Jeder FDP-Landtagsabgeordnete spendete den Nettobetrag der jüngsten Diätenerhöhungen in den gemeinnützigen Verein. Hierdurch wurden über 100 soziale, karitative und kulturelle Projekte mit insgesamt 140.000 Euro unterstützt.

### Landesvorsitzender
| Amtszeit                                | Name                    |
| --------------------------------------- | ----------------------- |
| 1946–1947                               | Hermann Kastner         |
| 1947–1949                               | Arthur Bretschneider    |
| 1949–1952                               | Walter Thürmer          |
| 1952 bis 1990 bestand kein Land Sachsen |                         |
| 1990                                    | Dietmar Schicke         |
| 1990–1995                               | Joachim Günther         |
| 1995–1997                               | Klaus Haupt             |
| 1997–1999                               | Rainer Ortleb           |
| 1999–2019                               | Holger Zastrow          |
| 2019–2021                               | Frank Müller-Rosentritt |
| 2021–2025                               | Anita Maaß              |
| seit 2025                               | Matthias Schniebel      |

## Wahlergebnisse

### Landtagswahlen
| Landtagswahlergebnisse | Landtagswahlergebnisse | Landtagswahlergebnisse | Landtagswahlergebnisse |
| Jahr                   | Stimmen                | Sitze                  |                        |
| ---------------------- | ---------------------- | ---------------------- | ---------------------- |
| 1990                   | 5,3 %                  | 9                      |                        |
| 1994                   | 1,7 %                  | —                      |                        |
| 1999                   | 1,1 %                  | —                      |                        |
| 2004                   | 5,9 %                  | 7                      |                        |
| 2009                   | 10,0 %                 | 14                     |                        |
| 2014                   | 3,8 %                  | —                      |                        |
| 2019                   | 4,5 %                  | —                      |                        |
| 2024                   | 0,9 %                  | —                      |                        |

### Bundestagswahlen
| Bundestagswahlergebnisse | Bundestagswahlergebnisse | Bundestagswahlergebnisse | Bundestagswahlergebnisse                                                               |
| ------------------------ | ------------------------ | ------------------------ | -------------------------------------------------------------------------------------- |
| Jahr                     | Stimmen                  | Sitze                    | Abgeordnete                                                                            |
| 1990                     | 12,4 %                   | 5                        | Wolfgang Mischnick, Joachim Günther, Sigrid Semper, Arno Schmidt, Jürgen Schmieder     |
| 1994                     | 3,8 %                    | 1                        | Joachim Günther                                                                        |
| 1998                     | 3,6 %                    | 2                        | Joachim Günther, Klaus Haupt                                                           |
| 2002                     | 7,3 %                    | 2                        | Joachim Günther, Klaus Haupt                                                           |
| 2005                     | 10,2 %                   | 4                        | Joachim Günter, Heinz-Peter Haustein, Jan Mücke, Christoph Waitz                       |
| 2009                     | 13,3 %                   | 4                        | Joachim Günter, Jan Mücke, Heinz-Peter Haustein, Reiner Deutschmann                    |
| 2013                     | 3,1 %                    | —                        | —                                                                                      |
| 2017                     | 8,2 %                    | 3                        | Torsten Herbst, Jürgen Martens, Frank Müller-Rosentritt                                |
| 2021                     | 11,0 %                   | 5                        | Torsten Herbst, Frank Müller-Rosentritt, Philipp Hartewig, Ulrike Harzer, Nico Tippelt |
| 2025                     | 3,2 %                    | —                        | —                                                                                      |

## Landtagsfraktion

### Fraktionsvorsitzende
| Amtszeit                                                 | Name                                                |
| -------------------------------------------------------- | --------------------------------------------------- |
| 1949                                                     | Arthur Bretschneider am 27. Februar 1949 verstorben |
| 1949–1950                                                | Ralph Liebler                                       |
| 1950–März 1951                                           | Walter Thürmer                                      |
| 1951                                                     | Fritz Greuner                                       |
| 1952 bis 1990 bestand kein Land Sachsen                  |                                                     |
| 1990–1993                                                | Günter Kröber                                       |
| 1993–1994                                                | Ludwig Martin Rade                                  |
| von 1994 bis 2004 war die FDP nicht im Landtag vertreten |                                                     |
| 2004–2014                                                | Holger Zastrow                                      |
| seit 2014 ist die FDP nicht im Landtag vertreten         |                                                     |